# Fehérrozsda
A fehérrozsda mint kifejezés több területen is használatos úgy a kertészkedésben, mint az iparban.
A fehérrozsda ipari jelentősége a horganyzott termékeknél jelentkezik. A horgannyal (cinkkel) bevont fémek felületén jelenhet meg. A fehérrozsda káros hatású, mert a korrózióvédelmi feladattal felvitt horganyréteg korrózióját jelenti, és ha a bevonat károsodik, akkor az alapfém is rozsdásodásnak indulhat. A fehérrozsdásodást többféleképpen el lehet kerülni. Kialakulásának oka, hogy a levegő magas páratartalma, illetve szén-dioxid tartalma miatt nem tud a horgany felületén cink-karbonátokból felépülő ún. cinkpatina kialakulni, amely olyan tömör réteg, amely megakadályozza a horganybevonat további korrodálását. Legegyszerűbb és legelterjedtebb módja a fehérrozsdásodás elkerülésének a cinkpatina kialakulásáig száraz, szellős helyen történő tárolás.